# عربی جیجلی

زبان عربی جیجیل در خاورمیانه و بخش هایی از افریقا از نظیر مصر الجزایر و... بکار میرود

عربی جیجلی یکی از گویش‌های عربی است که در استان جیجل در شمال شرق الجزایر تکلم می‌شود و نشانه‌هایی از آن نیز در استان‌های همسایه همچون سکیکده و میله یافت می‌شود. این گویش با سایر گویش‌های عربی شرق الجزایر کاملاً متفاوت است و شاید به دلیل محاصره جغرافیایی آن منطقه توسط کوهستان و دشواری ارتباطات زمینی با بقیه کشور برای قرن‌ها، تا دوران کنونی باقی مانده‌است .
جیجلی یکی از گویش‌های عربی پیشاهلالی (نتیجهٔ فتح اسلامی مغرب در قرن هفتم و هشتم میلادی) است که روزی در سرتاسر قسنطینه تکلم می‌شد اما بعدها با گویش‌های عربی هلالی بادیه‌نشینان بنی هلال که در پی فتح این سرزمین در قرن یازده وارد آن شدند، ترکیب شد.
گویش‌های پیشاهلالی تنها در یک ناحیه کوچک در جیجل باقی مانده‌اند درحالی که در سایر نقاط همچون قسنطینه، میله، قل و میلیه به شدت با عربی بادیه‌نشینان ترکیب شده‌اند. گویش‌های پیشاهلالی همچنین در مناطق شهری فاس، رباط، تلمسان، قسنطینه و تونس باقی مانده‌اند. عربی تلمسانی بسیار شبیه به عربی جیجلی است. عربی جیجلی همچنین یکی از تاثیرپذیرفته‌ترین گویش‌های عربی الجزایر از زبان بربری است.